# Hanguranketa
Hanguranketa és una població de Sri Lanka a la província Central a uns 20 km al sud-est de Kandy.
For residència de diversos reis de Kandy, i doncs de fet la capital del país (exclosa la zona sota domini europeu). A la zona hi havia una fortalesa anomenada Galuda. Els reis tenien un palau a Hanguranketa, que fou saquejat pels holandesos el 1765 però van tenir dificultats en la seva retirada; el rei va tornar al palau on va ratificar el tractat de pau de Colombo que s'havia signat el 14 de febrer de 1766.